# 悪魔のメムメムちゃん
『悪魔のメムメムちゃん』（あくまのメムメムちゃん）は四谷啓太郎による日本の漫画。少年ジャンプ+にて、隔週火曜掲載された。

## 概要
高校生・ひょう太のもとに現れた悪魔・メムメムちゃんの日常を描くギャグ漫画。魂を奪うのが仕事だけどやる気も能力も無いメムメムちゃんと、メムメムちゃんのせいでロリコンと誤解されがちなひょう太、やたらセクシーなアパート管理人母娘が中心となる一話完結方式。
『少年ジャンプ+』に読み切り版を連載後、2016年7月26日から2021年4月20日まで連載。
2017年12月、シャフト制作によるショートWebアニメ化と、スマートフォンゲーム化が発表された。
2018年9月、バーチャルYouTuberのチャンネルの運用事業を展開しているBUZZCASTと集英社の共同事業として、本作と『終末のハーレム』のバーチャルYouTuber化が決定した。

## 登場人物
メムメム
声 - 高橋花林
- 年齢：27歳

いまだ一度も魂を取れたことが無い悪魔。ひょう太に手応えを感じ、ひょう太の家を頻繁に訪れる。
年齢とは裏腹に、ほぼ二頭身で、5・6歳児程度の小柄な見た目である。セクシーなものを怖がる性格で、おっぱいやエロ雑誌などセクシーなものに非常に怯える。
ドジっぷりから悪魔としての才能が全く無く、色々な手段でひょう太の魂を取ろうとするが、やることなすことズレておりロクな結果にならない。また自らの魔力は、魔界の塵以下しかなく、魔力を使うとしぼんで小さくなってしまうが、栄養ドリンク一滴、またはわずかな食事で回復する。
基本的にはよく泣きじゃくり、卑屈で小心者である。強い者には逆らわないが、少しでも有利な立場になると付け上がる性格。不利な状況から逃れる為に全く悪びれずズルを行おうとするなど、かなり図々しい所もあるが、自分に似た境遇の者や知り合いがピンチの時には身を挺して助ける勇気も同時に持ち合わせている。
上司であるレースと、ひょう太の大家さんに対し、非常に強い畏怖の念を抱いている。
97話で、メムメムは魔力が暴走して魔界を滅ぼしかねなくなった魔王のために魔界が産み落とした、大量のカスオーラを持った弱体化用の合成素材だったことが判明する。
初期メムメム
連載以前の読み切り版に登場するメムメム。現在に比べて頭身が高く（4頭身前後）、色気も皆無ではなかったが、おっぱいは全くといっていいほどない。
四谷啓太郎によれば、連載に当たり、1年間描き続けた結果、単純に描き慣れて簡略化が進み、絵柄が現在の頭身に安定したという。

### 人間界
小日向 日太（こひなた ひょうた）
声 - 悠木碧
- 年齢：16歳

アパートに下宿する高校生1年生。メムメムがひょう太の魂を取りに来たことによって、メムメムに振り回されることになる。
基本的にメムメムのことを疎ましく思っているが、メムメムのピンチには出来る限り助け舟を出すお人好し。
強烈な足フェチで巨乳好みと、人並みに性欲旺盛だが、メムメム絡みの悪魔達から度々魂を取られるピンチになるも、幸か不幸かおいしい思いにはありつけていない。
ここぞという時の策略には長けており、メムメムらが危機に陥った際、様々な奇策で切り抜ける。
メムメムからのあだ名はバヒョ。また作中ではほぼ「ひょう太」と書かれる。
五木 杏（いつき あんず）
声 - 五十嵐裕美
ひょう太が下宿する「五木荘」の管理人の娘で、ひょう太のクラスメイト。巨乳の女の子。ひょう太が密かに想いを寄せているが、本人も割合ひょう太の事を気にかけている。
巨乳であるため、メムメムから辛辣な物言いをされることが多いが、徐々に仲良くなっていく。またメムメムの怪しい魔道具の被害によく遭う。
大家さん
声 - 中原麻衣
杏の母親。極めて温厚な性格で、怒る事それ自体が皆無である。悪魔としての才覚に溢れているらしいが、本人は悪魔の存在自体気がついていない。
とんでもない巨乳美女で、メムメムからは「ボス」と畏怖されるほど。
五木 柚（いつきゆず）
杏の妹。お転婆だが、杏や母の言うことは素直に聞く。メムメムとも良縁だがいじめっ子といじめられっ子のような関係でもある。

黒野 雨（くろの あめ）
ひょう太の同級生で杏の友達。超大型のオーバルボストンフレームの眼鏡をかけており、基本的に黒い制服を着ていることが多い。
基本的には冷静沈着で軍師肌。ひょう太不在時のツッコミ役としても活躍する。
おっぱいの小ささにコンプレックスを感じている。
2人の弟がいる。
オルル・ルーヴィンス
悪魔狩りで名を馳せたルーヴィンス一族の少女。
悪魔狩りとして高い実力を誇るが「悪魔に対し劇的に弱くなる呪い」を受けており、現在は悪魔相手ではメムメムにすら勝てないどころか、武器が接触するだけで粉砕され、自らが接触すると痺れてしまうほど。ただし、それはあくまで悪魔に対してのみであり、実際には力が非常に強く、「大剣でアスファルト舗装を粉砕する」「ひょう太を腕固めで動けなくする」位の事は当たり前に出来る。さらに未来のオルルは「呪いかけた者より強くなった」事で、呪いは無効化されているという可能性を持たせている。
刹那の記憶力は非常に高いが、一方で禁呪は苦手で失敗ばかりである。
プル
オルルのお付きのメイド。とても落ち着いているが、戦いの際は大型チェーンソーを用いるという大胆な面も。
江口 タケシ（えぐち タケシ）
ひょう太の同級生。エロい同人誌を描いている。走りながらでも絵を描くことができる。カナヅチ。
メムメムさん
主に読み切り版に登場する、作中作のキャラクター。
初期メムメムより更に頭身が上がってスレンダーになり、おっぱいも大きく、「人間を誘惑して魂を取る」という目的に対しては理想体型と言えるが、性格的にはメムメムに近しく、セクシーなものに非常に怯える点に差はない。
メムメム自身、メムメムさんを自分の事と勘違いして共感している。
メムメムさん登場時の背景は非常にパステルに描かれている。
江口 シズカ（えぐち シズカ）
タケシの姉。眼鏡をかけていて極端に無口だがメムメムと意気投合する。「ノンケなぶり狂四郎」という同人誌を描いている。
湯乃（ゆの）
- 年齢：31歳

ひょう太の実家近隣で、ラーメン屋の屋台を営んでいたが、五木荘に引っ越してきた。非常に童顔で、当初ひょう太は娘の湯子と勘違いするほど。
メムメムいわく「おとなぢち」らしい。
湯子（ゆこ）
- 年齢：15歳

通称ゆっちゃん。湯乃の娘。
幼少期はいつも鼻水が出ていたため、ひょう太と遊ぶ時、ひょう太がティッシュを持ち歩いていたという。
体格が大きく、メムメムが怯える位には巨乳である。
非常に強い淫気を抱いており、湯子の周りには（人間界・悪魔界の道具も含め）アダルトグッズが頻出する。

### 悪魔界
実際にはここには記載されていない「魔王」や「将軍」等様々な立場の悪魔も存在する（した）ようだが、2020年8月現在まで、登場していない。
六淫将
特に仕事の出来る、強力な6人の悪魔達。選抜の基準は定かではない。
レース
メムメムの上司だが、メムメムからは「せんぱい」と呼ばれるも、誰からも咎められない。
巨乳でスレンダーであり、ひょう太はレースの僅かな言動で体から魂が出てしまった。
基本的には、メムメムに対して辛辣である。六淫将会議に代理出席させる等、力不足が明白な無茶振りも見られる。しかし、仕事が出来ずみんなに見捨てられたメムメムを見捨てず、影から極めて大切に面倒を見ている。
非常に冷静沈着な性格で、判断能力にも長けている。また極めて少ない魔力しか持ち得ないような状況下でも、強力な能力を発揮する。
そのあまりの仕事ぶりか、半年に一度ほど、「補給日」が必要で、その日に限り理性すら失い別人のように豹変する。その姿は誰にも見られてはならないという。
デココ
小柄で額に角が一本生えている。ゲームが趣味の模様。
心を読むことが出来る（メムメムの心を読んだ時に驚愕したり笑ったりしていた）。ガムに責められそうになったメムメムを庇うという面も。
自らの分裂である「性欲の化身」を、クッキーの缶に封印している。
ハーゲン
大柄で筋骨隆々、一人称は「オレ」と男勝りだが部下思い。
割とメムメムがお気に入りのようで、「あの体で生きているのはすごい」等、ある意味高く評価している。
ガム
褐色で黒目の悪魔。同じ六淫将であるハーゲンを処刑しようとしたりと残虐な性格で、「しもべラン」にて、横にいたメムメムをいびったり、魔人に指輪を仕込んだりと狡猾なところもある。
クレンザ
間延びした口調と眼鏡が特徴。ガムがメムメムを責めようとしたところを宥めた。
サザイ
謎の存在で、六淫将が出席せねばならない会議などにも参加していないが、背後である事を企てていた。
一人称は「妾（わらわ）」。
チューリング
通称チュチュ。メムメムの友人の悪魔。可憐で華奢だが実は男の娘。
魔界軍の将軍の息子で、卒業試験に幻獣討伐をする等優秀な成績そのままに、現職でも、ひょう太の魂を陥れる寸前に持ち込むなど成績は良好な模様。
メムメムを「メームー」と呼んでいる。
ルウルウ
メムメムを先輩と慕う褐色の新人悪魔。成績は優秀。恥ずかしくなると方言が出る。
途中からチュチュと行動を共にする事が多い。
モモーラ
悪魔の中でも特に小悪魔的存在。六淫将の屋敷に忍び込んで不正な道具を盗み出し、それを用いて魂を乱獲したりする。
メムメムやひょう太をモンスター化させたりと様々な事を企てるも、多くは黒野らの術中にハマり失敗に終わる。
後に不正が発覚したのか、懲役3年の実刑を受けていたが、後に仮釈放され、レースの部下として仕えるも、懲りずに不正な道具使用をする事もしばしば。
懲役時、監房で同室だったメムメムから「いいひと」扱いされており、悪いことに手を出しにくい状況になっている。
なお、モモーラがレースの館から盗み出した「呼びつけ笛」が、結果的に魔界を救うことも。
ドール
魔界の衣装屋。人間界に来た悪魔の衣装にトラブルがあると駆けつける。
同様の衣装屋は多数存在するが、ドールはメムメムの衣装を新調できず、何度試しても、ほとんど全身タイツ状の衣装しか出てこなかったため、スマートフォンゲームにありがちな、連続ガチャのハズレの様な描写になっている。
後に失敗事があったらしく、メムメムと同時に罰を受けている。
ドロム
皆に所長と呼ばれている為、名前が明らかになっていなかった
悪魔の仕事を統括している、メムメムの上司。その仕事は多岐にわたり、警察と職業安定所を兼ねた様な業務をこなしている。
仕事ができないメムメムの扱いに困っている。
ゲザン
悪魔界の特別教官。ドロム不在時に「激搾り反省室」なる部屋で、教育と称し、劣等感を植え付けるような罰を与える。
ガードル
レース直属の部下。レースの補佐役で中間管理職的な位置づけ。性格は冷静沈着なところはレース同様であるが、やや気性が荒く、部下にはより厳しい。
デネブ
男遊城に住む巨大で巨乳の悪魔。以前デデルが仕えていた。

### その他
魔人達の世界が悪魔の世界と同一かどうかは不明。
デデル
ランプの魔人。皆「魔人」と呼ぶ為、名前が明らかになっていなかった。
ランプから呼び出した者の願いを一つ叶えてくれる魔人。六淫将すら凌駕する程の能力を持っているが不可抗力でメムメムの被害を蒙り、メムメムの殆ど無い魔力を必要としている為現在はひょう太の家に居候中。
不正規な方法とはいえ、呼び出したメムメムを一応は主として仕えており、様々なシーンで助け舟を出すが、付け上がったメムメムを躾ける常識も持ち合わせている。
その宿命上、「使役」に関する話題に対し、非常に深く心を打つことがあり、そのエピソードそのもののテーマになっている事もある。
ルーヴィンス家の事の知っており、特にプルとの関係はあまり良くない模様。
バトラー
デデル同様ランプの魔人。バトラーの呼出し主に、デデルの呼出しを依頼される。バイクを乗り回すのが好きな模様。

## 書誌情報
- 四谷啓太郎『悪魔のメムメムちゃん』集英社〈ジャンプ・コミックス＋〉、全12巻
  1. 2016年11月4日発売[8]、ISBN 978-4-08-880868-0
  2. 2017年3月3日発売[9]、ISBN 978-4-08-881039-3
  3. 2017年8月4日発売[10]、ISBN 978-4-08-881136-9
  4. 2017年12月4日発売[11]、ISBN 978-4-08-881304-2
  5. 2018年5月2日発売[12]、ISBN 978-4-08-881494-0
  6. 2018年11月2日発売[13]、ISBN 978-4-08-881661-6
  7. 2019年4月4日発売[14]、ISBN 978-4-08-881821-4
  8. 2019年8月2日発売[15]、ISBN 978-4-08-882067-5
  9. 2020年2月4日発売[16]、ISBN 978-4-08-882195-5
  10. 2020年7月3日発売[17]、ISBN 978-4-08-882369-0
  11. 2020年11月4日発売[18]、ISBN 978-4-08-882542-7
  12. 2021年6月4日発売[19]、ISBN 978-4-08-882642-4